# تری ردل
تری ردل (به انگلیسی: Trey Radel) نمایندهٔ حوزه انتخابیه نوزدهم فلوریدا از حزب جمهوری‌خواه ایالات متحده آمریکا در مجلس نمایندگان ایالات متحده آمریکا است که برای نخستین‌بار در ۶ ژانویه ۲۰۱۳ میلادی به‌عضویت این مجلس درآمد.